# Roger Berruezo
Roger Berruezo, all'anagrafe Roger Berruezo Vivancos (Gerona, 29 ottobre 1985), è un attore e cantante spagnolo, noto per aver interpretato il ruolo di Germán De La Serna nella soap Una vita (Acacias 38).

## Biografia
Roger Berruezo è nato il 29 ottobre 1985 a Gerona, nella comunità della Catalogna (Spagna), e oltre alla recitazione si occupa anche di teatro e di musica.

## Carriera
Roger Berruezo ha studiato design grafico presso l'istituto La Massana di Barcellona, ma successivamente ha deciso di lasciare gli studi per dedicarsi alla recitazione; quindi a frequentare, nel 2006, la scuola di commedia musicale Coco Comín.
Nel 2008 ha fatto il suo debutto nel mondo del teatro interpretando il ruolo di Àngel nel musical Què, el nou musical, diretto da Àngel Llàcer, mentre nel 2009 è apparso per la prima volta in televisione, in una puntata della serie televisiva Pelotas. L'anno successivo, nel 2010, ha recitato nel cortometraggio Sin echarte de menos diretto da Xavier Rull.
Nel 2010 e nel 2011 ha ricoperto il ruolo di Martín nella serie in onda su La 1 Águila Roja. Negli stessi anni ha interpretato il ruolo di Óscar Reyes nella serie Gavilanes. Nel 2011 ha recitato nella serie Mil cretins diretto da Ventura Pons. L'anno successivo, nel 2012, ha recitato nel film Grieta en la oscuridad diretto da Xavi Rull. Nel 2013 ha recitato nei cortometraggi Grieta en la oscuridad diretto da Xavier Rull e in Un día especial diretto da Daniel Padró. Nello stesso anno ha preso parte al cast del film televisivo Cop de rock diretto da Joan Lluís Bozzo. Nel 2014 ha ricoperto il ruolo di Rosauro nella serie Ciega a citas. 2015 ha recitato nei film Cómo sobrevivir a una despedida diretto da Manuela Burló Moreno e in Los amores inconclusos diretto da Frank Toro.
Dal 15 aprile 2015 al 18 febbraio 2016 è stato scelto da TVE per interpretare il ruolo del Dottor Germán De La Serna nella soap opera in onda su La 1 Una vita (Acacias 38) e dove ha recitato insieme ad attori come Sheyla Fariña, Sara Miquel, Inés Aldea, Marc Parejo, Carlos Serrano-Clark e Alba Brunet.
Nel 2017 ha interpretato il ruolo di Jacobo nella serie in onda su La 1 Servir y proteger. L'anno successivo, nel 2018, ha ricoperto il ruolo di Agutzil nel film Capa Negra diretto da Jaume Najarro. Nello stesso anno ha interpretato il ruolo di Julio nel cortometraggio Hiperion diretto da Rubén Jiménez Sanz. Nel 2019 ha interpretato il ruolo di Borja nel film Lo dejo cuando quiera diretto da Carlos Therón. Nel 2021 ha ricoperto il ruolo di Julián nel film Eravamo canzoni (Fuimos canciones) diretto da Juana Macías. Nello stesso anno ha preso parte al cast della serie Cuéntame cómo pasó, nel ruolo di Ezequiel. Nel 2022 ha interpretato il ruolo di Javier nel film Un novio para mi mujer diretto da Laura Mañá.

## Filmografia

### Cinema
- Mil cretins, regia di Ventura Pons (2011)
- Grieta en la oscuridad, regia di Xavi Rull (2012)
- Cómo sobrevivir a una despedida, regia di Manuela Burló Moreno (2015)
- Los amores inconclusos, regia di Frank Toro (2015)
- Capa Negra, regia di Jaume Najarro (2018)
- Lo dejo cuando quiera, regia di Carlos Therón (2019)
- Eravamo canzoni (Fuimos canciones), regia di Juana Macías (2021)
- Un novio para mi mujer, regia di Laura Mañá (2022)

### Televisione
- Pelotas – serie TV (2009)
- Águila Roja – serie TV (2010-2011)
- Gavilanes – serie TV (2010-2011)
- Cop de rock, regia di Joan Lluís Bozzo – film TV (2013)
- Ciega a citas – serie TV (2014)
- Una vita (Acacias 38) – soap opera, 221 episodi (2015-2016)
- Mar i cel, regia di Trinitat Manzanares – film TV (2016)
- Servir y proteger – serie TV (2017)
- Cuéntame cómo pasó – serie TV (2021)

### Cortometraggi
- Sin echarte de menos, regia di Xavier Rull (2010)
- Grieta en la oscuridad, regia di Xavier Rull (2013)
- Un día especial, regia di Daniel Padró (2013)
- Hiperion, regia di Rubén Jiménez Sanz (2018)

## Teatro
- Què, el nou musical (2008)
- Hoy no me puedo levantar (2009)
- El fascinant noi que treia la llengua quan feia treballs manuals (2009)
- Cop de Rock (2011)
- La bella e la bestia (La bella y la bestia) (2013)
- Mar i Cel (2014-2015)
- Rent, el musical (2016)
- Casi normales (2017)
- Ghost, el musical (2019-2020)
- Les històries naturals (2021)
- Company (2021)

## Programmi televisivi
- BCN aixeca el teló – speciale TV (2008)
- Operación Tony Manero (2008)
- La tarda (2008-2009)
- Estrena't – documentario TV (2009)
- Els matins a TV3 (2010-2013)
- III Premis Gaudí de l'Acadèmia del Cinema Català – speciale TV (2011)
- Catalunya aixeca el teló – speciale TV (2011)
- No t'ho perdis (2011)
- Viure a cop de rock – documentario TV (2011)
- La Marató 2011 – speciale TV (2011)
- A escena (2011-2013)
- Divendres (2012)
- Catalunya aixeca el teló – speciale TV (2014)
- Oh Happy Day (2014)
- Generació digital (2015)
- Àrtic (2015-2016)
- Còmics (2016)
- Oscaramouche – documentario TV (2016)

## Concerti
- Naturalment Onyric, presso il teatro Condal (2019)
- Historias jamás cantadas, presso il teatro Condal (2021)
- Roger Berruezo en concert, presso il teatro Societat (2021)

## Doppiatori italiani
Nelle versioni in italiano dei suoi film e delle sue serie TV, Roger Berruezo è stato doppiato da:
- Paolo De Santis[20] in Una vita[21]
- Alberto Franco[22] in Eravamo canzoni[23]

## Riconoscimenti
- Gran Vía Musical Theatre Awards
  - 2009: Candidato come Best Young Revelation per Què, el nou musical